# Finał Pucharu Polski w piłce nożnej 1976
Finał Pucharu Polski w piłce nożnej 1976 – mecz piłkarski kończący rozgrywki Pucharu Polski 1975/1976 oraz mający na celu wyłonienie triumfatora tych rozgrywek, który został rozegrany 1 maja 1976 roku na Stadionie Wojska Polskiego w Warszawie, pomiędzy Śląskiem Wrocław a Stalą Mielec. Trofeum po raz 1. wywalczył Śląsk Wrocław, który uzyskał tym samym prawo gry w Pucharze Zdobywców Pucharów 1976/1977.

## Droga do finału
| Śląsk Wrocław | Śląsk Wrocław                | Śląsk Wrocław | Runda       | Stal Mielec | Stal Mielec            | Stal Mielec |
| Data          | Przeciwnik                   | Wynik         | Runda       | Data        | Przeciwnik             | Wynik       |
| ------------- | ---------------------------- | ------------- | ----------- | ----------- | ---------------------- | ----------- |
| 23.08.1975    | Orzeł Biały Brzeziny Śląskie | 3:1           | 1/16 finału | 24.08.1975  | BKS Stal Bielsko-Biała | 2:1         |
| 03.12.1975    | Arka Gdynia                  | 4:1           | 1/8 finału  | 04.12.1975  | Włókniarz Łódź         | 1:0         |
| 17.03.1976    | Gwardia Koszalin             | 1:0           | Ćwierćfinał | 24.02.1976  | Odra Opole             | 1:0         |
| 07.04.1976    | Stoczniowiec Gdańsk          | 2:1           | Półfinał    | 07.04.1976  | GKS Jastrzębie         | 3:2         |

## Tło
W finale rozgrywek zmierzyli się ze sobą Śląskiem Wrocław i Stalą Mielec. Dla obu klubów była to pierwsza szansa na występ w europejskich pucharach, a faworytem meczu była drużyna Biało-Niebieskich.

## Mecz

### Przebieg meczu
Mecz odbył się 1 maja 1976 roku, w Święto Pracy na Stadionie Wojska Polskiego w Warszawie. Sędzia głównym spotkania był Alojzy Jarguz. Oba kluby rozpoczęły mecz ostrożnie i z wzajemnym respektem. W 7. minucie zawodnik Stali Mielec, Grzegorz Lato znalazł się w sytuacji sam na sam z bramkarzem drużyny przeciwnej, Zygmuntem Kalinowskim, po czym oddał strzał, jednak piłka trafiła w słupek. Następnie przez prawie 30 minut przewagę w ataku miała drużyna Biało-Niebieskich, która przeprowadziła kilka ciekawych akcji, jednak obrona drużyny Wojskowych skutecznie blokowała dostęp do swojej bramki.
W drugiej połowie zdecydowaną przewagę miała drużyna Wojskowych. W 49. minucie ze środka boiska Mieczysław Olesiak przekazał piłkę na prawą stronę do Janusza Sybisa, który po krótkim sprincie wykonał półgórne dośrodkowanie, po czym piłka ustawionych w jednej linii czterech zawodników drużyny Biało-Niebieskich, a nadbiegający z lewej flanki Jan Erlich pewnie oddał strzał na bramkę, nie dając żadnych szans bramkarzowi drużyny przeciwnej, Zygmuntowi Kukli.
W 58. minucie po centrze Mieczysława Olesiaka, skaczący do piłki Janusz Sybis został popchnięty na POlu karnym drużyny przeciwnej, po czym Alojzy Jarguz podyktował rzut karny dla drużyny Wojskowych, którego wykonawcą był Zygmunt Garłowski, który oddał silny strzał w róg, ustalając tym samym wynik na 2:0.

### Szczegóły meczu
| 1 maja 1976 16:00 | Śląsk Wrocław · Erlich 49' · Garłowski 58' (k) | 2:00:0Raport | Stal Mielec | Stadion Wojska Polskiego, Warszawa Widzów: 15 000 Sędzia: Alojzy Jarguz (Olsztyn) |
|                   |                                                |              |             |                                                                                   |

| Śląsk Wrocław       |  |                        |  |         |
|                     |  |                        |  |         |
|                     |  |                        |  |         |
| BR                  |  | Zygmunt Kalinowski     |  |         |
| OB                  |  | Krzysztof Karpiński    |  |         |
| OB                  |  | Tadeusz Rachwalski     |  |         |
| OB                  |  | Władysław Antoni Żmuda |  |         |
| OB                  |  | Mieczysław Kopycki     |  |         |
| PO                  |  | Tadeusz Wanat          |  | 68'     |
| PO                  |  | Zygmunt Garłowski      |  |         |
| PO                  |  | Jan Erlich             |  |         |
| NA                  |  | Tadeusz Pawłowski      |  |         |
| NA                  |  | Mieczysław Olesiak     |  |         |
| NA                  |  | Janusz Sybis           |  |         |
| Rezerwowi           |  |                        |  |         |
| PO                  |  | Zdzisław Rybotycki     |  | 68' 78' |
| NA                  |  | Henryk Kowalczyk       |  | 78'     |
| Trener:             |  |                        |  |         |
| Władysław Jan Żmuda |  |                        |  |         |

| Stal Mielec     |  |                    |     |     |
|                 |  |                    |     |     |
| BR              |  | Zygmunt Kukla      |     |     |
| OB              |  | Krzysztof Rześny   | 88' |     |
| OB              |  | Marian Kosiński    |     |     |
| OB              |  | Edward Oratowski   |     |     |
| OB              |  | Ryszard Per        |     |     |
| PO              |  | Włodzimierz Gąsior |     | 78' |
| PO              |  | Henryk Kasperczak  |     |     |
| PO              |  | Zbigniew Hnatio    | 82' |     |
| PO              |  | Grzegorz Lato      |     |     |
| NA              |  | Jerzy Krawczyk     |     |     |
| NA              |  | Witold Karaś       |     |     |
| Rezerwowi:      |  |                    |     |     |
| PO              |  | Wojciech Niemiec   |     | 78' |
| NA              |  | Jan Domarski       |     | 64' |
| Trener:         |  |                    |     |     |
| Edmund Zientara |  |                    |     |     |

| Puchar Polski w piłce nożnej 1975/1976 Zwycięzcy |
| ------------------------------------------------ |
| Śląsk Wrocław 1. Tytuł                           |

## Po meczu
Triumfatorem rozgrywek został Śląsk Wrocław, natomiast Stal Mielec wkrótce zdobył mistrzostwo Polski, wygrywając lepszym bilansem goli z GKS Tychy.